# Iruya
Iruya é um município da província de Salta, na Argentina.